# Hans Ehrentreich von Bornstedt
Hans Ehrentreich von Bornstedt (* 27. März 1722 in Küstrinchen, Kreis Königsberg in der Neumark; † 23. August 1807 auf Hohennauen) war ein königlich-preußischer Generalleutnant und Amtshauptmann zu Biesenthal.

## Leben

### Militärlaufbahn
Er ist ein Sohn des königlich polnischen Majors Hans Jürgen von Bornstedt († 1728). Nach dem Tod seines Vaters besuchte er die Schule in Stargard. 1739 kam er auf Befehl von Friedrich Wilhelm I. zum Regiment „Derschau zu Fuß“. Im Jahr 1740 trat er in eines der Regimenter ein, die den Brüdern des Königs unterstanden und wurde dort 1760 Major. Im Jahre 1767 wurde er Oberstleutnant und am 5. Juni 1771 Oberst. Am 28. April 1778 wurde er zum Generalmajor ernannt und übernahm das Regiment „Kalkreuth zu Fuß“. Am 3. März 1786 wurde er zum Generalleutnant ernannt.
Bornstedt war an allen Feldzügen zwischen 1740 und 1779 beteiligt. Er wurde 1758 bei der Schlacht von Zorndorf verwundet und mit dem Pour le Mérite ausgezeichnet. 1766 wurde er zum Amtmann von Biesenthal ernannt.
Am 9. September 1786 war er beim Begräbnis von König Friedrich II. Träger des Kordons des Thronhimmels, das den Sarg bedeckte.

### Familie
Bornstedt war zweimal verheiratet. Seine erste Frau war Helene Luise von Kleist (* 15. Januar 1723; † ?). Sie war die Witwe des Oberstleutnant Christoph Wilhelm von Belling aus dem Regiment zu Fuß „Prinz von Preußen“ und Tochter des Generalleutnants Franz Ulrich von Kleist. Er heiratet sie am 30. November 1762. Seine zweite Frau war Johanne Friederike Sophia von Quast († 9. April 1801/1802).
Der General blieb ohne Nachkommen. Aber verfügte in seinem Testament, dass nur erben dürfe, wer den Namen von Bornstedt weiterführe. So übernahm sein Neffe Hans Otto von Kleist den Namen und führte seit dem 11. April 1803 den Namen Kleist von Bornstedt. Er erbte so das Majorat Hohennauen im Havelland. Das hatte zuvor der General 1770 von der Familie Rauchhaupt erhalten, da seine Schwiegermutter eine geborene von Rauchhaupt war.